# Nilmar
Nilmar Honorato da Silva, känd som Nilmar, född 14 juli 1984, är en brasiliansk fotbollsspelare (anfallare) som spelar för Al-Nasr Dubai.

## Klubblagskarriär
Efter att ha blivit fotbollsfostrad i Internacionals ungdomslag debuterade Nilmar i klubbens A-lag 2002. Under de nästkommande två säsongerna spelade han 42 ligamatcher och gjorde 16 mål för klubben som dessutom vann ligan (Campeonato Gaúcho) både 2003 och 2004. Sommaren 2004 värvades Nilmar av Lyon. Efter att misslyckats med att ta en ordinarie plats i laget lånades han ut till det brasilianska laget Corinthians efter bara 32 ligamatcher och 2 mål med Lyon. Säsongen 2005-2006 var han utlånad till klubben men köptes sedan av Corinthians sommaren 2006. År 2006 gjorde Nilmar 24 ligamål på 33 matcher för Corinthians. Efter att inte ha fått ut hela sin lön av klubben stämde han dem och domstolen löste upp Nilmars kontrakt med Corinthians 2007.
Han fick flera erbjudanden från europeiska klubbar, men valde att återvända till moderklubben Internacional. Inför säsongen 2009-2010 återvände Nilmar till Europa efter att Villarreal betalat 11 miljoner euro för honom (vilket var nytt klubbrekord). Nilmar gjorde under säsongen 11 ligamål på 33 matcher.

## Landslagskarriär
Nilmar debuterade i det brasilianska landslaget 2003 en var sedan borta från landslaget i fyra år innan han åter blev uttagen till en kvalmatch till VM 2010 mot Bolivia 2008. Nilmar blev sedan även uttagen i truppen till VM-slutspelet 2010.